# Valerie Todd Davies
Valerie Todd Davies (Makirikiri, Wanganui; 29 de septiembre de 1920-Brisbane, Queensland, 29 de octubre de 2012) fue una zoóloga, taxónoma, y aracnóloga neozelandesa, quien describió numerosas especies de arañas.

## Biografía
Valerie fue la tercera de cuatro hijas del productor de ovejas James y su esposa Ethel Todd. Completó sus estudios en Wanganui y luego estudió zoología en la Universidad Victoria en Wellington; y en la Universidad de Otago en Dunedin, donde realizó su maestría en 1943 con la supervisión de B. J. Marples. Se graduó por la Somerville College, Universidad de Oxford, Reino Unido, al final de la Segunda Guerra Mundial, con la defensa de su tesis doctoral de Ph.D.; y, regresó a Dunedin en 1948, donde se casaría con el odontólogo George Davies, quien trabajó en el Cuerpo Dental del Ejército de Nueva Zelanda. Cuando recibió una cátedra en la Universidad de Queensland en 1963, se mudaron a Brisbane, donde Valerie trabajó por primera vez como tutora a tiempo parcial en el Departamento de Zoología de la Universidad y, en 1972, como curadora del Museo de Aracnología de Queensland.

## Obra

### Algunas publicaciones
- Valerie Todd Davies (2001) "Tasmabrochus, a new spider genus from Tasmania, Australia (Araneae, Amphinectidae, Tasmarubriinae)". J. of Arachnology 30: 219-226. PDF (enlace roto disponible en Internet Archive; véase el historial, la primera versión y la última).

## Abreviatura (zoología)
La abreviatura Todd Davies  se emplea para indicar a Valerie Todd Davies como autoridad en la descripción y taxonomía en zoología.